# Geschwister Strasser

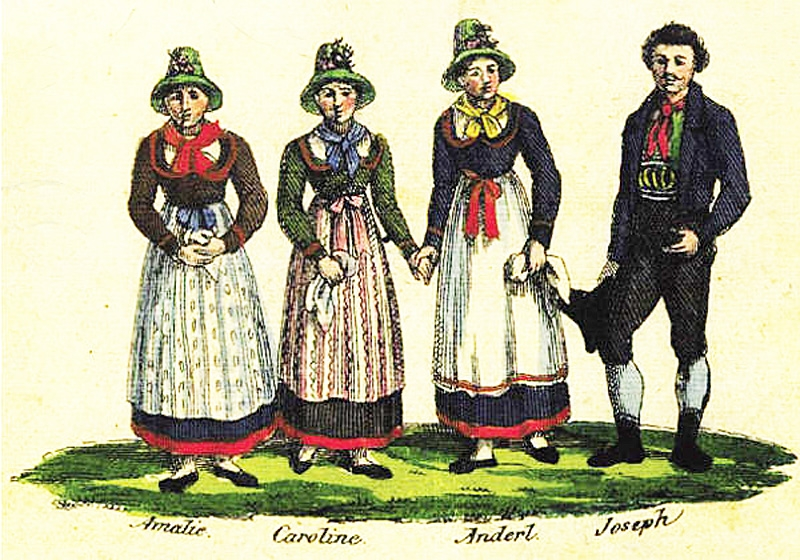
Eine nichtauthentische Abbildung der Geschwister Strasser auf einem Noten-Deckblatt aus dem Jahr 1883

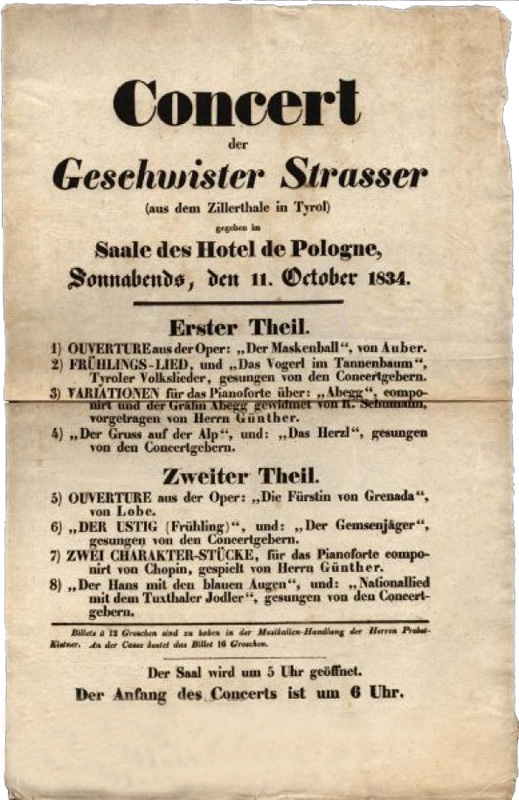
Programmzettel eines Konzerts der Geschwister Strasser 1834 in Leipzig

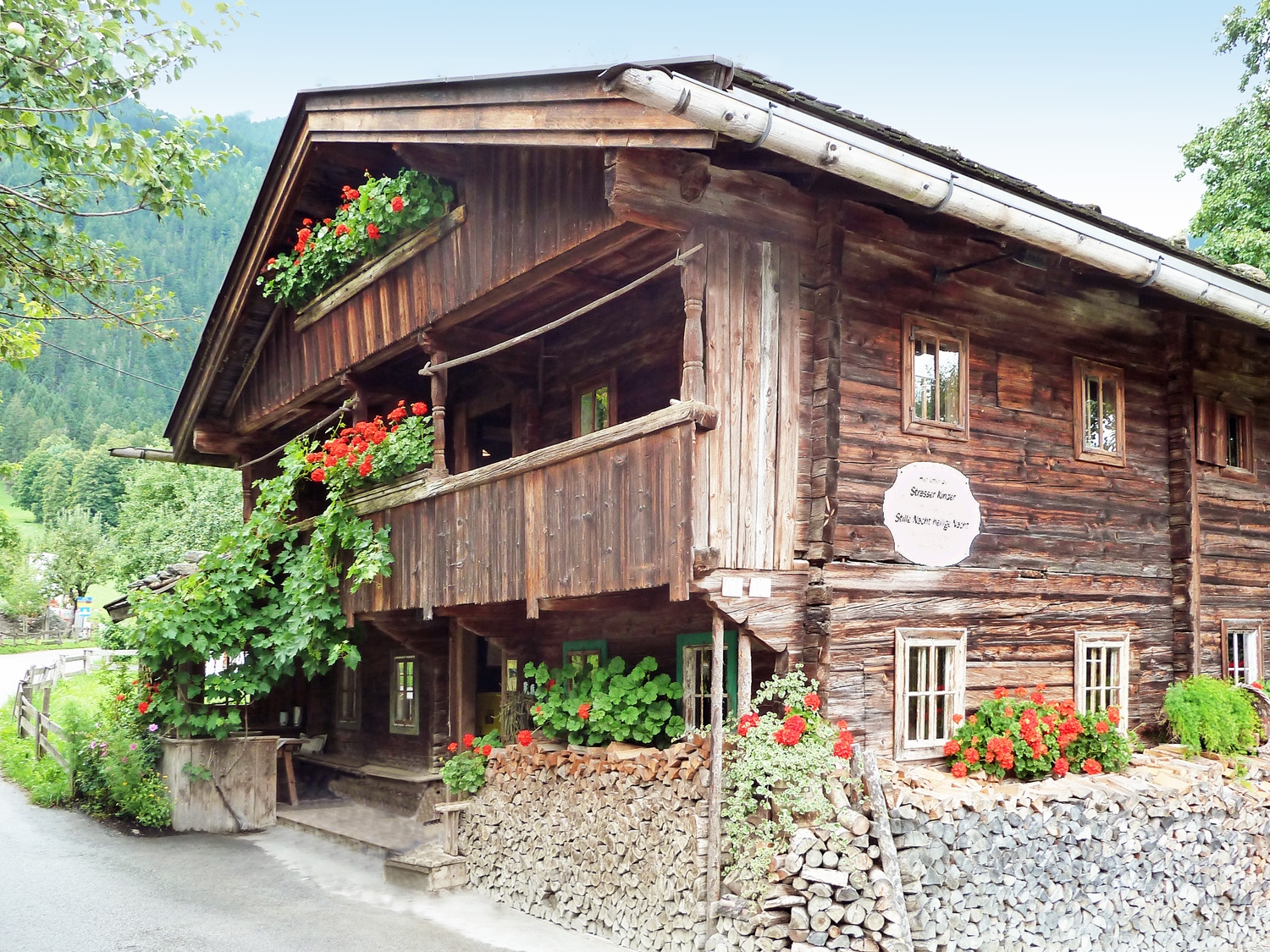
Das ehemalige Wohnhaus der Familie Strasser in Laimach

Die Geschwister Strasser waren eine Gesangsgruppe aus dem Tiroler Zillertal, die in den 1830er-Jahren wesentlich zur Verbreitung des Weihnachtsliedes „Stille Nacht, heilige Nacht“ beitrug.

## Geschichte
Zu Beginn des 19. Jahrhunderts besserten zahlreiche Familien aus dem Zillertal ihr karges Einkommen als fahrende Händler auf, die bäuerliche Bevölkerung bevorzugt im Winter. Da im Zillertal auch traditionell Volksmusik gepflegt wurde, lockten manche der Händler die Käufer mit Musik und Gesang an ihre Stände.
So tat es auch die Familie Strasser aus Laimach, das heute ein Ortsteil der Gemeinde Hippach im Bezirk Schwaz in Tirol (Österreich) ist. Die Strassers betrieben neben ihrer kleinen Landwirtschaft den Handel mit Handschuhen. Der verwitwete Vater Lorenz Strasser war mit seinen Kindern Anna, Amalie, Caroline, Josef und Alexander auf Märkten der näheren und weiteren Umgebung unterwegs, wobei die Kinder auch als Gesangsgruppe auftraten. Mit ihren „ächten Tyroler Liedern“ hatten sie großen Zulauf.
1831 hatten Anna (* 1802), Joseph (* 1807), Amalie (* 1809) und Caroline (* 1813) ihren Stand auch auf dem Leipziger Weihnachtsmarkt, allerdings ohne Alexander, der im gleichen Jahr in Königsberg gestorben war. In ihrem Repertoire befand sich auch ein Lied, das der Zillertaler Orgelbauer Karl Mauracher (1789–1844) in den 1820er Jahren anlässlich einer Orgelreparatur in Oberndorf bei Salzburg kennengelernt und mit ins Zillertal gebracht hatte, wo es sehr beliebt wurde. Es war „Stille Nacht, heilige Nacht“.
Franz Alscher, der Organist und Kantor der katholischen Diaspora-Gemeinde in Leipzig, hörte das Lied in der Stadt und bat die Geschwister, es zur Christmette in der katholischen Kapelle in der Pleißenburg zu singen. Die Tiroler wurden zum Gesprächsthema in der Stadt. Vor ihrer Abreise traten sie am 19. Januar 1832 in den Pausen eines Konzerts im Leipziger Gewandhaus auf.
Die Allgemeine musikalische Zeitung schrieb darüber am 1. Februar: „Man hatte nämlich in der Pause die drey liebenswürdigen Töchter und einen Sohn der Familie Strasser aus dem Zillerthale (Kaufleute, nicht Sänger von Profession) so lange gebeten, bis sie der vollen Versammlung die Freude gewährten, einige Tyroler Nationallieder so allerliebst vorzutragen, daß der Saal von stürmischem Beyfalle widerhallte.“
Zum Winter 1832/33 waren die Geschwister Strasser wieder in Leipzig und gaben am 15. Dezember 1832 im Saal des alten Hotels de Pologne (ehemals Gasthof Zum Birnbaum) ein eigenes Konzert, wo auch wieder das Stille-Nacht-Lied zu hören war. Dieses erschien im September/Oktober 1832 im Verlag A. R. Friese (Dresden und Leipzig).
Aufgrund ihrer Erfolge in Leipzig widmeten sich die Strassers fortan ausschließlich dem Gesang und zogen als reisende Sängergruppe durch ganz Deutschland. In Berlin übernahm der Domchor das Stille-Nacht-Lied für die Christmetten, wo es zum Lieblingslied von König Friedrich Wilhelm IV. avancierte. Letzterem ist es auch zu verdanken, dass der bescheidene Franz Xaver Gruber 1854 schließlich seine Autorschaft des Liedes bestätigte, das bis dahin als Tiroler Volksweise galt.
Bedingt durch den Tod der Amalie Strasser, die 1835 in Leipzig starb, löste sich die Gesangsgruppe auf.
An die Geschwister Strasser erinnert noch ihr ehemaliges Wohnhaus in Laimach (Lage), in dem 1999 ein Museum eingerichtet wurde.